# Jean Raebel
Jean Raebel (* 17. Januar 1900 in Altdorf b. Nürnberg; † 3. August 1985 in Friedrichshafen) gehörte von 1936 bis 1967 der Geschäftsführung des Maybach-Motorenbaus an und war ab 1953 deren Vorsitzender. In dieser Funktion hatte Jean Raebel maßgeblichen Anteil an der erfolgreichen Unternehmensentwicklung.

## Leben
Nach einer Lehre in einer Kanzlei war Raebel ab 1915 als Handlungsgehilfe bei MAN in Augsburg tätig. Seine erste Begegnung mit Karl Maybach fand in den 1920er-Jahren bei der Waggon- und Maschinenbau AG (WUMAG), Görlitz statt, zu der er 1920 wechselte und bis zum Verkaufsleiter aufstieg. Seinerzeit bezog die WUMAG auch Maybach-Dieselmotoren für Schienenfahrzeuge, so beispielsweise für den in der Entwicklungsphase befindlichen Fliegenden Hamburger.
Jean Raebel kam 1930 als Verkäufer im Außendienst zur Maybach-Motorenbau GmbH, wurde schon 1931 Verkaufsleiter und 1935 kaufmännischer Direktor. Er erwarb sich schnell das Vertrauen von Karl Maybach und stieg 1936 zum Geschäftsführer des kaufmännischen Bereichs auf.
Ende der 1940er und Anfang der 1950er Jahre kam das Geschäft mit Dieselmotoren für Schiffe und Schienenfahrzeuge nach dem Krieg allmählich wieder in Schwung und bald war die Bundesbahn der wichtigste Kunde. Doch das Unternehmen Karl Maybachs, der zu dieser Zeit schon über 70 Jahre alt war, mit seinem kaufmännischen Geschäftsführer Jean Raebel, schrieb Verluste und benötigte neues Kapital, nachdem der Unternehmer 1952 der städtischen Zeppelin-Stiftung ihren Anteil abgekauft hatte. Jean Raebel erkannte, dass das Unternehmen einen Partner brauchte, um langfristig bestehen zu können. Diesen fand er in der Daimler-Benz AG, die ebenfalls einen Partner für den Großmotorenbau suchte. Raebel gelang es in dieser Situation einen Deal einzufädeln, in dem der Industrielle Friedrich Flick 1952 die Hälfte und später die Mehrheit an Maybach übernahm. Von Flick kam Maybach schließlich 1960 zunächst zu 50 Prozent an die Daimler-Benz AG und wurde später ganz übernommen.
Nachdem Karl Maybach am 19. Dezember 1952 aus Altersgründen aus der Maybach-Motorenbau GmbH ausschied, übernahm Jean Raebel zum 1. Januar 1953 den Vorsitz der Geschäftsführung. Diese Position bekleidete er bis zum 31. Dezember 1967 und wechselte danach in den Aufsichtsrat der damaligen Maybach Mercedes-Benz Motorenbau GmbH. Nach der 1969 erfolgten Gründung der MTU Friedrichshafen GmbH, die Nachfolgegesellschaft der Maybach Mercedes-Benz Motorenbau GmbH, behielt Raebel bis Juni 1984 sein Aufsichtsratsmandat.

## Ehrungen
- 1965: Großes Verdienstkreuz der Bundesrepublik Deutschland

## Namensgeber
Nach Jean Raebel ist das Haus der Zentrale der MTU Friedrichshafen benannt. Außerdem gibt es eine Stiftung unter diesem Namen, die sich für Förderung von Weiterbildung auch ohne Studium engagiert.